# Anders Bruzelius
Anders Sommar Bruzelius, född 14 mars 1911 i Stockholm, död 1 oktober 2006 i Lund, var en svensk jurist.
Bruzelius studerade vid Stockholms högskola och avlade juris kandidatexamen 1934. Han var anställd vid Lunds rådhusrätt sedan 1947, från 1953 som rådman, från 1971 rådman i Lunds tingsrätt där han 1972 blev lagman, samt från 1948 också lärare vid Lunds universitet. Han blev hedersdoktor vid Juridiska fakulteten vid Lunds universitet 1969.
Han arbetade 1961–1965, då rådman i Lund, tillsammans med Ruth Ginsburg i Lund inom ett projekt som drevs av Columbia University i New York för att kartlägga rättegångspraxis i civilprocesser i Frankrike, Italien och Sverige för en amerikansk publik. Detta resulterade i boken Civil Procedure in Sweden.
Anders Bruzelius var son till apotekaren Nils Bruzelius och Maria Sandberg samt sonson till Nils G. Bruzelius. Han gifte sig 1938 med Ingrid Hoffmeyer. Paret fick barnen Karin Maria Bruzelius, Lars Bruzelius och Nils Bruzelius. Makarna Bruzelius är gravsatta på Norra kyrkogården i Lund.